# Louis Baillon
Louis Charles Baillon (ur. 5 sierpnia 1881 w Fox Bay, zm. 2 września 1965 w Brixworth) – angielski hokeista na trawie, piłkarz oraz tenisista. Złoty medalista olimpijski z Londynu w 1908 roku.

## Życie
Louis Baillon urodził się 5 sierpnia 1881 roku w Fox Bay na Falklandach jako drugie z pięciorga dzieci jego rodziców. Ojciec Louisa był farmerem (hodował owce), a ślub wziął w 1876 roku. Później, rodzina przeniosła się do Northampton (Anglia). W 1910 roku, Baillon zawarł związek małżeński. Małżeństwo to miało pięcioro dzieci (czterech synów i jedną córkę); dwóch synów Baillona straciło życie w bitwie o Anglię (II wojna światowa). Później, Baillon był kierownikiem browaru o nazwie Phipps.

## Kariera sportowa
Podczas kariery hokejowej, reprezentował klub z Northampton, w którym grał na lewej obronie.
Baillon wystąpił w 1908 roku na igrzyskach olimpijskich w Londynie w drużynie Anglii. Wystąpił w trzech meczach; w meczu, który został rozegrany 29 października 1908, reprezentacja Anglii pokonała Francję 10–1. Następnego dnia, Anglia pokonała Szkocję 6–1. W meczu o złoto (który odbył się 31 października), angielska drużyna pokonała ekipę z Irlandii 8–1, a tym samym Baillon razem z kolegami z drużyny, zdobył złoty medal olimpijski (medale zdobyły wszystkie cztery drużyny z Wielkiej Brytanii (Anglia, Irlandia, Szkocja i Walia), jednak wszystkie przypisywane są zjednoczonemu królestwu).
Baillon uprawiał także piłkę nożną. Podczas kariery piłkarskiej był związany z klubem AFC Wandsworth. Pod koniec kariery sportowej, Baillon uprawiał amatorsko tenis.